# みんな、20歳だった。
『みんな、20歳だった。』（みんな はたちだった）は、NHK総合テレビで2010年1月11日（成人の日）夜19:30 - 20:43に放送された音楽ドキュメンタリー番組である。

## 概要
番組では「夢」、「希望」、「旅立ち」の3つをテーマに、2010年に成人を迎える20歳の若者に向けたメッセージとして、人気アーティストらが出演し、音楽とドキュメントでメッセージを伝える、という趣旨のもと、アーティストの演奏や著名人らのコメントを紹介。
1955年に『青年の主張コンクール』（後に『NHK青春メッセージ』に改題）から始まったNHKの成人の日特番は、2005年の『ライブジャム2005』の生放送以来、毎年異なる編成を行ってきたが、2010年、5年ぶりに、本格的に成人の日特番復活を果たした。
平均視聴率は6.1%（関東地区、ビデオリサーチ調べ）。
放送から7年後の2017年の成人の日（1月9日）には、同じく音楽ドキュメンタリーとして、ロックバンド・ONE OK ROCKに密着した『ONE OK ROCK 18祭 -1000人の奇跡 We are-』が本番組と同じ19:30 - 20:43の枠で放送された。

## 出演者
（50音順）
アーティスト
- アンジェラ・アキ
- KREVA
- 倖田來未
- ji ma ma
- 天平[2]
- AAA
- 平原綾香
- フラワーカンパニーズ

著名人
- 野村克也（東北楽天ゴールデンイーグルス名誉監督[3]）
- 若田光一（宇宙飛行士）

合唱
- 大阪音楽大学声楽科

ナレーション
- IMALU

## スタッフ
- 製作著作：NHK